# 氷川社 (鴻巣市大芦)
氷川社（ひかわしゃ）は、埼玉県鴻巣市の神社。

## 歴史
創建年代は不明である。ただ江戸時代後期の地誌『新編武蔵風土記稿』に記載されていることから、その頃には既に存在していたものと推測される。医王寺が別当寺であった。
1873年（明治6年）、近代社格制度に基づく「村社」に列せられ、1907年（明治40年）の神社合祀により周辺の13社が合祀された。

## 文化財
- 大芦氷川神社の算額（鴻巣市指定文化財 昭和34年1月16日指定）[2]

## 交通アクセス
- 吹上駅より徒歩15分。